# South-Tahoma-Gletscher

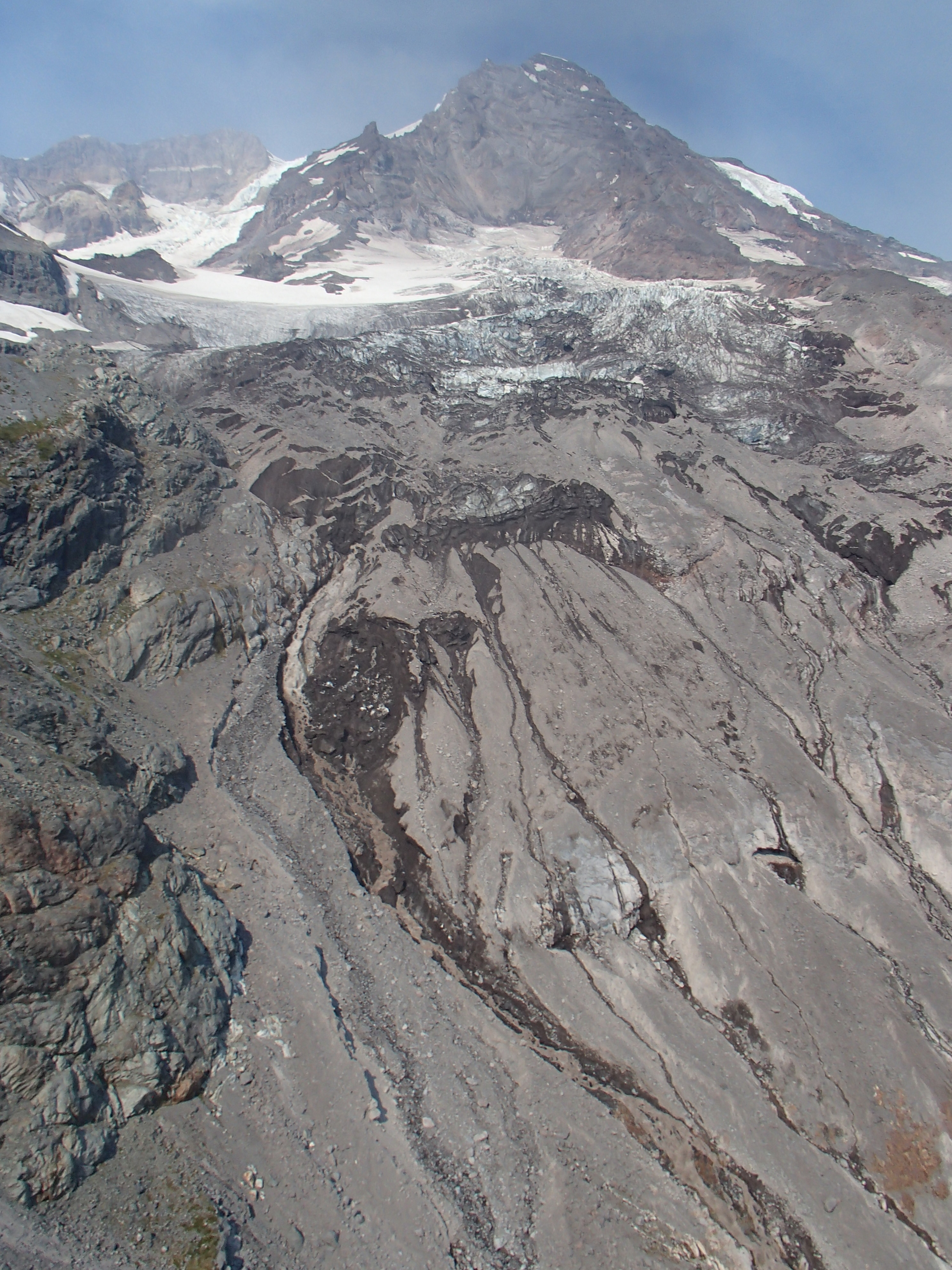
South-Tahoma-Gletscher (2015)

Der South-Tahoma-Gletscher ist ein Gletscher an der Südwestflanke des Mount Rainier im US-Bundesstaat Washington. Er bedeckte 1983 etwa 2,8 km² und enthielt etwa 130 Millionen m³ Eis. Er beginnt in einer Höhe von rund 10.600 ft (3.231 m) an der Basis eines steilen Kliffs und fließt südwestwärts mit dem größeren, benachbarten Tahoma-Gletscher, der nördlich von ihm liegt, zusammen. Der kleinere South Tahoma ist mit dem Tahoma-Gletscher über ein Eisfeld verbunden, das sich etwa in der Mitte des South Tahoma befindet. Von dort ab wird der Gletscher schmaler und fließt südwestwärts, wobei er Eisblöcke aufnimmt, bevor er eine Schleife zieht und in einer Höhe von etwa 5.100 ft (1.554 m) endet. Der südliche Eisstrom war früher mit einem nördlichen Eisstrom, der vom Tahoma-Gletscher stammt, verbunden und floss auf einen 7.690 ft (2.344 m) hohen Nebengipfel des Rainier, die sogenannte „Glacier Island“ zu, doch der Gletscherschwund seit 1850 hat die beiden Gletscher voneinander ab einer Höhe von 8.000 ft (2.438 m) abwärts getrennt. Das Schmelzwasser des Gletschers speist den Nisqually River.

## Schuttströme
Der Gletscher ist einer von vieren am Mount Rainier, die für das Auslösen von Schuttströmen bekannt ist. Ähnliche Ströme stammen vom Nisqually-Gletscher, vom Kautz-Gletscher und vom Winthrop-Gletscher. Der South-Tacoma-Gletscher weist seit 1967 mindestens 23 dokumentierte Schuttströme auf, von denen 15 zwischen den Jahren 1986 und 1992 abgingen. Die Ströme verursachten Schäden und Zerstörungen an den unterhalb gelegenen Straßen und Picknick-Plätzen. Im August 2015 wurde ein Schuttstrom durch einen Gletscherlauf ausgelöst, als Schmelzwasser vom Gletscher freigesetzt wurde. Ein Teil der Westside Road wurde dadurch beschädigt.

## Geschichte
Der South-Tahoma-Gletscher ist der Schauplatz des schwersten Unfalls an den Hängen des Mount Rainier. Im Dezember 1946 wurden 32 U.S. Marines getötet, als ein Militärflugzeug vom Typ Curtiss R5C Commando auf etwa 3.200 Metern Höhe mit dem Gletscher kollidierte. Dies stellte damals den schwersten Unfall in der Luftfahrt der Vereinigten Staaten dar. Während ein Großteil des Wracks und 25 Leichen während mehrerer Bergungsversuche im darauffolgenden Jahr lokalisiert werden konnten, wurden nur kleine Artefakte tatsächlich geborgen, darunter verschiedene Krankenblätter der Marines. Die Leichen und das Wrack sind bis heute im Gletscher begraben.